# Myrmosicarius longipalpis
Myrmosicarius longipalpis är en tvåvingeart som beskrevs av Ronald Henry Lambert Disney 2006. Myrmosicarius longipalpis ingår i släktet Myrmosicarius och familjen puckelflugor. Inga underarter finns listade i Catalogue of Life.